# Trogon melanocephalus
Trogon melanocephalus е вид птица от семейство Трогонови (Trogonidae).

## Разпространение
Видът е разпространен в Белиз, Гватемала, Коста Рика, Мексико, Никарагуа, Салвадор и Хондурас.